# Бёрнетт, Джеймс
Джеймс Бёрнетт (англ. James Burnett), лорд Монбоддо (англ. Monboddo), 25 октября 1714 — 26 мая 1799) — шотландский юрист и антрополог, исследовал происхождение языка и выдвинул некоторые идеи, предвосхитившие положения дарвинизма .
Джеймс Бёрнетт родился в фамильном имении Монбоддо-хаус в шотландском графстве Кинкардиншир. Он получил образование в Абердинском и Эдинбургском университетах, а затем в Гронингенском, где изучал право. В 1767 году он стал судьёй в Эдинбурге. В том же году он получил титул лорда Монбоддо.
Монбоддо был одним из первых учёных, заложивших основы сравнительного и исторического языкознания. Его главный труд «О происхождении и развитии языка» издан в 1773—1792 годах в шести томах. Он содержит обширный массив сведений об обычаях и языках народов различных частей света: в том числе американских индейцев, таитян, народов Северной Европы и Ближнего Востока.
Монбоддо сделал вывод о постепенной эволюции языка, а также выдвинул предположение о физической эволюции человека, в частности, эволюции органов речи. Он указал на близость человека и обезьян, считал, что обезьяны должны быть объединены в одну группу с людьми и даже утверждал, что люди произошли от обезьян. В «Древней метафизике» Бернетт отстаивает мнение, что человек постепенно возвышается от животного состояния до такого, в котором разум действует независимо от тела.
Неизвестно, был ли Чарльз Дарвин знаком с работами Монбоддо, но его деду Эразму они были известны.
Бернетт был широко известен как эксцентричный человек и пионер нудизма. В романе Томаса Лава Пикока «Мелинкур» (1817), орангутан, каламбурно названный «сэр Оран От-Тон», становится кандидатом в британский парламент на основе теорий Монбоддо, некогда называвшего эту обезьяну — вероятно, полемики ради — разновидностью человека.

## Произведения
- О происхождении и развитии языка. 6 томов, Лондон, 1773–1792.
- Древняя метафизика: или Наука об универсалиях. 6 томов, Лондон, 1779–1799[3].